# トライAンジェル
『トライAンジェル』（トライアンジェル）は、加地君也による日本の漫画。『週刊ヤングジャンプ』（集英社）にて、2013年23号から同年30号まで連載された。単行本は全1巻（集英社ヤングジャンプコミックス）。全8話。
牧師の息子である大学生の青年を主人公に、突如現れた天使の女と、青年が思いを寄せる幼馴染の女が織り成す、題名の通り、三角関係方式のお色気ラブコメディ作品。連載の予定上では全8話の短期でその通りに完結したが、作者は担当編集者と違う終わり方を予定していたため、単行本化の際に描く予定だった物語を簡易的におまけ漫画として描き下ろされ、収録された。

## あらすじ
牧師の息子である大学生の坂口宙は、12年前から一目惚れした幼馴染で同じ大学に通う龍守絢奈に恋焦がれているものの、なかなか告白できずにいる鬱屈した毎日を送っていた。そのような折、宙の前に天使・エリエルが舞い降り、彼女から自身とSEXすることを要求されるが……。

## 登場人物
坂口宙（さかぐち ひろ）
本作の主人公。明応大学に通う眼鏡をかけたショートヘアの青年。
エリエル
本作のヒロイン。宙に自身とSEXすることを要求する。
龍守絢奈（たつもり あやな）
本作のもう一人のヒロイン。宙の幼馴染の大学生。

## 書籍
- 加地君也 『トライAンジェル』 集英社〈ヤングジャンプコミックス〉、単巻
2013年8月19日発売、2013年8月24日初版発行 ISBN 978-4-08-879704-5